# Monti Teskey Ala
I monti Teskey Ala (in kirghiso Тескей Ала-Тоо?, Teskey Ala-Too; lett. "monti bui"), opposti ai «monti soleggiati» (in kirghiso Күңгөй Ала-Тоо?, Küŋgöy Ala-Too), noti anche come Terskey-Alataū, sono una catena montuosa del Tien Shan del Kirghizistan che cinge a sud il lago Ysyk e la valle di Kochkor. 

## Descrizione
Si estendono secondo un asse est-ovest per circa 354 km e hanno una larghezza media nord-sud di 40 km. Culminano con il picco Boris Yeltsin (5216 m).

## Geologia
I monti Terskey Ala sono costituiti da graniti e granodioriti del Caledoniano, e da graniti, scisti metamorfici, quarziti, arenarie e calcari del Paleozoico.

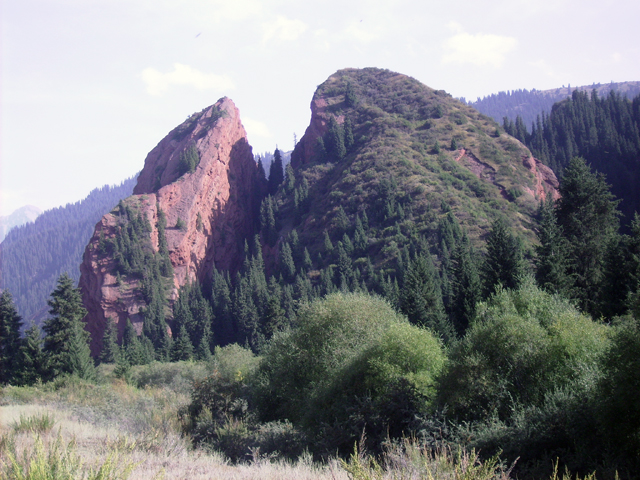
La roccia del Cuore Infranto, nella valle di Jety-Oguz (monti Teskey Ala).